# Andrés Finguerut
Andrés Finguerut es un exfuncionario de la sede de Viena de las Naciones Unidas de nacionalidad británica, sucesivamente secretario de la Comisión de Estupefacientes (2004-2011) y de la Junta Internacional de Fiscalización de Estupefacientes (2011-2020) y finalmente jefe de la rama de salud y prevención sobre drogas de la Oficina de las Naciones Unidas contra la Droga y el Delito (2020-2023).

## Carrera
Tras graduarse con una maestría en economía del desarrollo, Finguerut comenzó a trabajar como funcionario en la Oficina de las Naciones Unidas en Viena en los años 1990.
En 2004, Finguerut fue nombrado Secretario de la Comisión de Estupefacientes de las Naciones Unidas, ubicada en la División de Asuntos de Tratados de la ONUDD.  Permaneció en ese puesto hasta 2011, cuando fue reemplazado por Jo Dedyne-Aman.

En 2011, Finguerut fue nombrado secretario de la Junta Internacional de Fiscalización de Estupefacientes (JIFE) por el secretario general de la ONU, Ban Ki-moon, en sustitución de Jonathan Lucas. Finguerut fue secretario de la JIFE durante la presidencia de Hamid Ghodse, en momentos relevantes para la institución caracterizados por una creciente presencia mediática y diplomática. Tras su partida en junio de 2020, la JIFE emitió un comunicado declarando:
«expresar su agradecimiento al Sr. Finguerut por sus casi nueve años al frente de la secretaría de la JIFE y por sus servicios a la Junta en el fortalecimiento de la fiscalización internacional de drogas y en la respuesta a los desafíos emergentes y la naturaleza cambiante del problema mundial de las drogas.»
En junio de 2020, Finguerut se unió a la ONUDD como jefe de la "Subdivisión de Salud y Prevención sobre Drogas" bajo la dirección de la Directora-General Ghada Waly. En ese cargo, participó en varios grupos de trabajo tanto con gobiernos como con entidades de la sociedad civil.

## Críticas
Como secretario de la Comisión de Estupefacientes, Finguerut fue criticado por algunos grupos de la sociedad civil, incluido Human Rights Watch, por su interdicción a las organizaciones no gubernamentales de acceder al Comité Plenario, principal foro de negociación de dicha Comisión.
Durante su mandato como secretario de la JIFE, Finguerut mantuvo relaciones conflictivas con algunos países. Fue particularmente notorio el caso de Bolivia, tras la retirada temporal del país de la Convención Única sobre Estupefacientes en 2011 y su posterior reserva para autorizar la hoja de coca el año siguiente. Posteriormente, Finguerut también se opuso a Uruguay en 2013-2014 y Canadá en 2016-2018 tras las decisiones de legalización del cannabis para usos no-médicos.
Su nombramiento como jefe de la sección de salud de la ONUDD, en el pico de la pandemia de COVID-19, fue criticado por su falta de cualificación en ciencias relacionadas con la salud.